# Высотный дом Кроха
Высотный дом Кроха (также высотка Кроха, нем. Krochhochhaus) — первое высотное здание немецкого города Лейпциг в федеральной земле Саксония. Было выстроено в 1927—1928 годах как офисное здание для банка Privatbank Kroch jr. KGaA. В настоящее время здесь размещаются принадлежащие университету Институт Древнего востока и Институт египтологии с Египетским музеем.

## История строительства
Здание выстроено на участке, который с 1872 года занимал так называемый Театральный пассаж — первый торговый пассаж города, соединявший улицы Риттер-штрассе и Гёте-штрассе и выходивший к Новому театру на Аугустусплац. С обновлением прилегающей застройки в начале XX века Театральный пассаж — особенно его часть, располагавшаяся на Гёте-штрассе — оказался как бы «зажат» между доминирующими на Аугустусплац новыми зданиями. В то же самое время внутренний город Лейпцига активно превращался в своего рода Сити, где были сконцентрированы торговля, здания банков и страховых фирм. Владелец и сын основателя банка Privatbank Kroch jr. Ганс Крох смог в 1920 годах приобрести этот участок в целью постройки нового банковского здания. При этом размеры участка предопределили здесь строительство в высоту.
На объявленном в 1926 году конкурсе, однако, не удалось выбрать очевидного победителя, и, в конечном счёте, победа досталась занявшему одно из вторых мест проекту «Орион» Германа Бестельмейера (нем. German Bestelmeyer, 1874—1942) из Мюнхена, предложившему возведение сдержанного в оформлении фасада двенадцатиэтажного офисного здания, увенчанного колоколом. За основу была взята венецианская Часовая башня на площади св. Марка.
Несмотря на то, что конкурс на строительство был поддержан городским советом, высота банковской башни (43 метра), равная университетской церкви, оказалась предметом жарких дискуссий (максимально допустимая высота составляла тогда 22 метра), и потому предварительное разрешение на строительство предусматривало «компромиссную» высоту 29 метров. Пытаясь убедить в гармоничности изначального проекта, по указанию Бестельмейера верхние четыре этажа были выстроены из дерева, и в декабре 1927 года здание получило окончательное разрешение на достройку.
По окончании строительства мнения относительно дома Кроха остались разделёнными: если часть критиков восприняла «странную башню» как «не слишком отрадный символ современной моды» (по словам писателя и лектора издательства «Reclam» Юлиуса Хаархауса), другие полагали, что она вышла даже слишком приземистой (городской проектировщик Вернер Хегеманн).

## Описание
Выстроенное из железобетона и облицованное светлым песчаником Высотное здание Кроха отличается лаконичной простотой и функциональностью. Немногие декоративные элементы указывают на созидательную деятельность и процветание: так, фигуры на фризе над входом символизируют ремесло, торговлю и сельское хозяйство, чёрные мраморные плиты в проходе несут изображения четырёх основных элементов, видные лишь со значительного расстояния боковые фасады украшены повторящимся изображением рога изобилия.
Здание венчает установленная на его вершине массивная колокольная группа: три расположенных по «принципу матрёшки» колокола фирмы нем. Glockengießerei Schilling & Söhne из Апольды и отбивающие часы две трёхметровые мужские обнажённые фигуры с молотами в руках работы Йозефа Вакерле. Под группой находится латинская надпись OMNIA VINCIT LABOR (работа всё преодолевает), восходящая к цитате Вергилия из книги Георгики. Под ними, на высоте 12 этажа расположено парное рельефное изображение львов, попирающих шары и смотрящих в противоположные стороны, а между ними — в форме шара, частично позолоченный указатель фаз луны, напоминающий аналогичные средневековые механизмы. Этажом ниже, на месте центрального оконного проёма устроен часовой механизм с циферблатом диаметром 4,3 м.
Сохранившийся бывший операционный зал Банка Кроха считается одним из лучших образцов интерьеров в стиле ар-деко в Лейпциге.